# Vinnie Vincent
Vinnie Vincent, właśc. Vincent John Cusano (ur. 6 sierpnia 1952 w Bridgeport) – amerykański muzyk. Od urodzenia miał do czynienia z muzyką. Jego rodzice byli muzykami country. W wieku 12 lat założył swój pierwszy zespół.
W latach 1970. i na początku 80. grał w takich zespołach jak Hitchhickers, zespole Dana Hartmana, Felixa Cavaliere oraz u Laury Nyro.
W 1981 roku poznał Gene Simmonsa i Paula Stanleya z KISS i został poproszony o nagranie partii gitarowych na album Creatures of the Night z 1982. Po nagraniu albumu dołączył do zespołu i grał na trasie koncertowej 10th Anniversary Tour. W 1983 nagrał z KISS album Lick It Up oraz zagrał całą trasę koncertową. W 1984 roku został wyrzucony z zespołu. Mimo tego, że grał z KISS tylko dwa lata, to właśnie ten zespół przyniósł mu najwięcej popularności.
W 1986 roku założył Vinnie Vincent Invasion. Nagrał z tym zespołem dwa albumy: Vinnie Vincent Invasion (1986) i All Systems Go (1988). Po trasie koncertowej All Systems Go Tour zespół się rozpadł.
W 1996 roku Vinnie nagrał EP o nazwie Euphoria, mające zapowiadać zbliżający się album Guitarmageddon. Płyta ta nigdy się nie ukazała.
Obecnie Vinnie Vincent mieszka w Los Angeles.

## Dyskografia
- Treasure - Treasure (1977, Epic Records)
- Dan Hartman – Instant Replay (1978, Epic Records)
- Wendy O. Williams – WOW (1984, Passport Records)
- Peter Criss – Let Me Rock You (1982, Casablanca Records)
- John Waite – No Brakes (1984, EMI)